# トニー・カンゾネリ
トニー・カンゾネリ（Tony Canzoneri、1908年11月6日 - 1959年12月9日）は、アメリカ合衆国の男性プロボクサー。史上2人目の世界3階級制覇王者（フェザー級、ライト級、スーパーライト級）。

## 来歴
出身地であるルイジアナ州からニューヨーク州ニューク市ブルックリン区に一家で移住。
アマチュアボクシングを始め、16歳でニューヨーク州王者となった。
1925年7月24日、17歳でプロデビュー。
1927年3月26日、NBA世界バンタム級王座決定戦でバド・テイラー（ アメリカ合衆国）と対戦し、判定ドローで王座獲得ならず。
1927年6月24日、NBA世界バンタム級王座決定戦でバド・テイラーと再戦し、0-3の判定負けで王座獲得ならず。
1927年10月24日、NYSAC世界フェザー級王座決定戦でジョニー・ダンディ（ アメリカ合衆国）と対戦し、3-0の判定勝ちで王座を獲得した。
1928年2月10日、NBA世界バンタム級王者ベニー・バス（ アメリカ合衆国）と王座統一戦で対戦し、判定勝ちでNBA王座を獲得した。
1928年9月28日、アンドレ・ルーチス（ アメリカ合衆国）と対戦し、0-3の判定負けで王座から陥落した。
1929年8月2日、世界ライト級王者サミー・マンデル（ アメリカ合衆国）に挑戦し、1-2の判定負けで王座獲得ならず。
1930年1月17日、ジャック・キッド・バーグ（ イングランド）と対戦し、1-2の判定負け。
1930年11月14日、世界ライト級王者アル・シンガー（ アメリカ合衆国）に挑戦し、初回KO勝ちで2階級制覇に成功した。
1931年4月24日、ジャック・キッド・バーグの持つ世界スーパーライト級王座と自身の世界ライト級王座を賭けたダブルタイトルマッチで再戦し、3回KO勝ちで3階級制覇に成功した。
1931年9月10日、ジャック・キッド・バーグとラバーマッチで対戦し、3-0の判定勝ちで両王座の防衛に成功した。
1931年10月29日、世界スーパーライト級王座防衛戦でフィリー・グリフィン（ アメリカ合衆国）と対戦し、判定勝ちで王座防衛に成功した。
1931年11月20日、世界ライト級王座防衛戦でキッド・チョコレート（ キューバ）と対戦し、2-1の判定勝ちで王座防衛に成功した。
1932年1月18日、世界スーパーライト級王座防衛戦でジャッキー・シャディック（ アメリカ合衆国）と対戦し、0-3の判定負けで王座から陥落した。
1932年7月18日、世界スーパーライト級王者ジャッキー・シャディックと再戦し、0-3の判定負けで王座返り咲きならず。
1933年5月21日、シャディックから王座を奪取したバトリング・ショウ（ メキシコ）に挑戦し、3-0の判定勝ちで世界スーパーライト級王座に返り咲いた。
1933年6月23日、バーニー・ロス（ アメリカ合衆国）と対戦し、0-2の判定負けで両王座から陥落した。
1933年9月12日、バーニー・ロスと再戦し、1-2の判定負けで王座返り咲きならず。
1935年5月10日、世界ライト級王座決定戦でルー・アンバース（ アメリカ合衆国）と対戦し、3-0の判定勝ちで世界ライト級王座に返り咲いた。
1936年9月3日、ルー・アンバースと再戦し、0-3の判定負けで世界ライト級王座から陥落した。
1937年5月7日、ルー・アンバースとラバーマッチで対戦し、0-3の判定負けで世界ライト級王座返り咲きならず。
1939年11月1日の試合を最後に引退した。

## 獲得タイトル
- 世界フェザー級王座（防衛0度）
- 世界ライト級王座（1期目は防衛4度、2期目は防衛1度）
- 世界スーパーライト級王座（1期目は防衛4度、2期目は防衛0度）